# Condado de Ponthieu

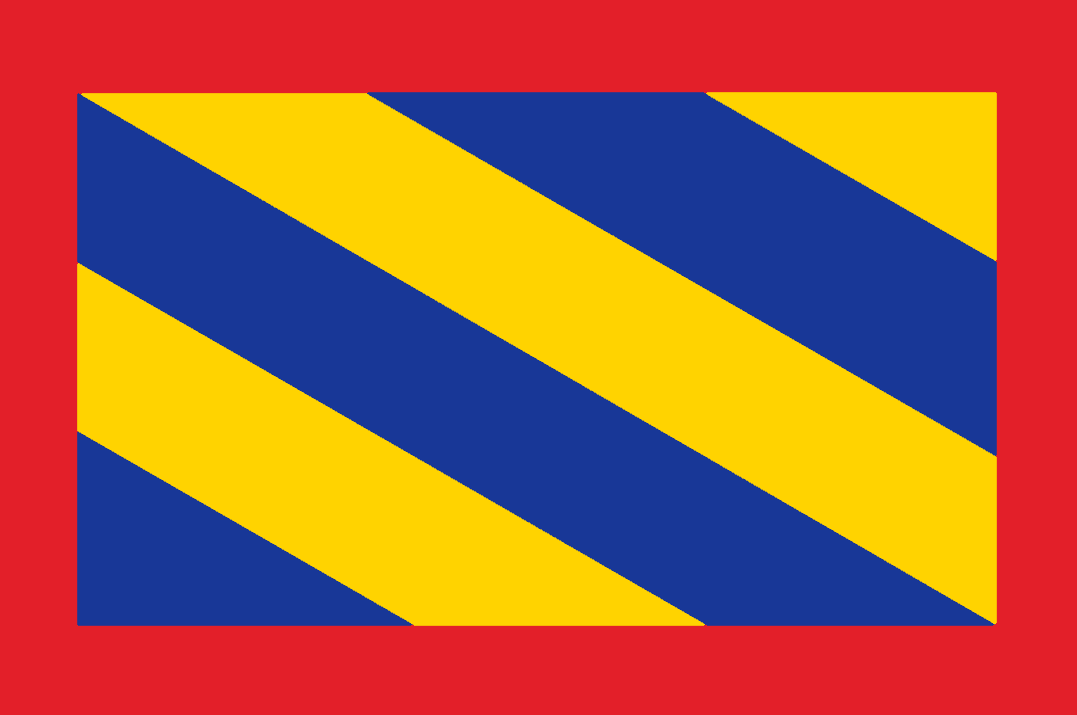
Bandera de Ponthieu

Ponthieu era uno de seis condados feudales que acabarían fusionándose dentro de la provincia de Picardía, al norte de Francia. Su ciudad principal es Abbeville.

## Historia
Ponthieu jugó un pequeño pero importante papel en los acontecimientos que llevaron a la invasión normanda de Inglaterra en 1066.

### Conquista normanda de Inglaterra
Harold Godwinson naufragó en Ponthieu, en 1064 y fue capturado por Guy I (o Wido según el Tapiz de Bayeux), conde de Ponthieu. Se dice que Guillermo (Duque de Normandía, más tarde Guillermo I de Inglaterra), al saber que Harold había sido hecho prisionero, envió mensajeros ordenando a Guy la entrega del prisionero. Guillermo obligó entonces a Harold a jurarle su apoyo, y sólo después le reveló que la caja sobre la que Harold había jurado contenía reliquias sagradas, lo que convertía la promesa en más vinculante.
En 1067 el capellán de Matilda de Flandes, Guy, obispo de Amiens, compuso el Carmen Hastingae Proelio, un poema latino sobre la batalla de Hastings.
En 1150 los condes de Ponthieu construyeron una fortaleza en Crotoy, un punto estratégico en la boca del río Somme.

### Guerra de los Cien Años
Durante la Guerra de los Cien Años, Ponthieu cambió de manos varias veces, aunque los ingleses afirmaron controlarla entre 1279–1369, y posteriormente hasta 1435. Durante el control inglés de Ponthieu, Abbeville fue utilizada como la capital.
A finales de agosto de 1346, durante sus campañas en Francia, Eduardo III de Inglaterra alcanzó la región de Ponthieu. Durante su estancia, restauró la fortaleza de Crotoy. Forzó un paso del Somme en el vado de Blanchetaque. El ejército de Felipe VI de Francia se encontró con él cerca de Crécy-en-Ponthieu, entablándose la famosa Batalla de Crécy.
En 1360, el Tratado de Bretigny entre Juan II de Francia y Eduardo III de Inglaterra dio el control del Ponthieu (junto con Gascuña y Calais) a los ingleses, a cambio de que Eduardo abandonara sus pretensiones al trono francés. Eduardo tomó posesión del territorio, pero se negó a abandonar su reclamación.
En abril de 1369 Carlos V de Francia conquistó Ponthieu, y un mes más tarde declaró la guerra a Inglaterra (lo que ya había hecho en 1368). Como resultado, Eduardo reasumió el título de 'Rey de Francia' en junio.
En 1372 un ejército inglés bajo la jefatura de Robert Knolles invadió Ponthieu, quemando la ciudad de Le Crotoy antes de cruzar el Somme por el vado de Blanchetaque.
También durante la Guerra de los Cien Años, en el Tratado de Arras (1435), Carlos VII de Francia sobornó a Felipe el Bueno, Duque de Borgoña, para que rompiera su alianza con los ingleses a cambio del Ponthieu. Esto marcó un punto de inflexión que llevó al final de la participación inglesa en el conflicto 40 años más tarde.
En 1477 Ponthieu fue reconquistado porLuis XI de Francia.